# 乔治娅·希恩
乔治娅·希恩（英語：Georgia Sheehan，1999年7月10日—），澳大利亚女子跳水运动员。她曾代表澳大利亚参加2014年、2018年和2022年英联邦运动会跳水比赛，获得一枚金牌和一枚银牌。